# Johan den blinde
Johan den blinde, Johan I av Luxemburg, född 10 januari 1296, död 26 augusti 1346, var greve av Luxemburg 1309-1346, och kung av Böhmen 1311-1346.
Johan var son till kejsar Henrik VII. Johan följde sin faders politik, och stödde Ludvig Bayraren mot Fredrik den sköne som kandidat till kejsartronen. 
Efter att Ludvig besegrat och tillfångatagit Fredrik den sköne 1322 blev dock deras relations sämre. Flera militärexpeditioner till Italien för att konkurrera med kejsaren, men alla misslyckades. 
Han deltog i hundraårskriget på fransk sida, och stupade i slaget vid Crécy 1346. Då var han sedan flera år blind till följd av en ärftlig sjukdom.
Gift med Elisabet I av Böhmen. Sonen Karl IV blev sedermera kung av Böhmen och tysk-romersk kejsare. Sonen Wenceslaus I blev hertig av Luxemburg och Brabant.